# Джерело «Дзигівське»
Джерело «Дзигівське» — гідрологічна пам'ятка природи місцевого значення. Розташована на території колишньої Дзигівської сільської ради Могилів-Подільського району Вінницької області на північно-східній околиці с. Дзиґівка. Оголошена відповідно до Рішення Вінницького облвиконкому від 29.08.1984 р. № 371. Охороняється цінне великодебітне джерело ґрунтової води, що живлять р. Коритна – притоку р. Дністер.